# نخل سونورا
نخل سونورا (نام علمی: Sabal uresana) نام یک گونه از سرده نخلک‌ها است.